# Parathyridium microcephaloides
Parathyridium microcephaloides är en skalbaggsart som beskrevs av Ohaus 1905. Parathyridium microcephaloides ingår i släktet Parathyridium och familjen Rutelidae. Inga underarter finns listade i Catalogue of Life.